# Sergej Vasiljevič Lebedjev
Sergej Vasilievich Lebedjev (Rusko: Сергей Васильевич Лебедев) je bil ruski kemik in izumitelj polibutadienske sintetične gume to je prva komercialno izvedljiva in množično proizvedena vrsta sintetičnega kavčuka. Rojen 13 julija 1874 v poljskem mestu Lublin, umrl pa je 2.maja 1934 v sovjetski zvezi, v mestu Leningrad (današnji Sankt Peterburg). 

## Življenjepis
Lebedjev je bil rojen v Lublinu na Poljskem 13. 7. 1874 kot tretji otrok v družini. njegova mama se je pri rosnih 16 letih poročila z njegovim očetom, ki je bil učitelj ruske književnosti, kasneje je ta postal duhovnik. Lebedjev se je pri devetih letih z mamo preselil v Varšavo. Tam je obiskoval gimnazijo in jo uspešno zaključil leta 1895. Po končani gimnaziji je študij nadaljeval na Fakulteti za matematiko in fiziko na Univerzi v Sankt Peterburgu, študij je posvetil organski kemiji. Diplomiral je leta 1900.  Po končanem študiju je poučeval fiziko na Državni univerzi v Sankt Peterburgu. Začel se je ukvarjati z raziskovanjem nenasičenih ogljikovodikov in polimerizacije divinilnih ogljikovodikov. O tej temi je leta 1913 napisal in zagovarjal svojo doktorsko disertacijo. Za to delo, je prejel nagrado in zlato medaljo Ruske akademije znanosti. Bil je tudi izvoljen za docenta na Univerzi v Sankt Peterburgu.
Nato je nadaljeval kot profesor kemije na Ženskem pedagoškem inštitutu. Kot profesor kemije,  je leta 1917 poučeval na Akademiji za vojaško medicino v Sankt Peterburgu. V tem času je nadaljeval svoje študije o nenasičenih spojinah, poudarek pa je dal polimerizaciji in hidrogeniranju. Začel je tudi raziskovati sestavo nafte. Leta 1925 je organiziral naftni laboratorij na Univerzi v Leningradu, kjer je uspel tudi dokazati nastanek dietilnih spojin ogljikovodikov ob pirolizi nafte.
Med leti 1926 in 1928 se je ukvarjal z pridobivanjem sintetičnega kavčuka in proizvajanja polibutadiena iz etanola. Pripomogel je k odprtju prvih treh tovarn za proizvodnji sintetičnega kavčuka, tako je Lebedjev Sovjetsko zvezo povzpel na sam vrh proizvodnje sintetičnega kavčuka in gume. Tam so na leto proizvedli več kot 50.000 ton sintetičnega kavčuka, katerega so kasneje predelali tudi v avtomobilske pnevmatike.
Leta 1932 je bil izvoljen za akademika. Umrl je pri svojih 59 letih zaradi tifusa.

## Delo
Delal je v laboratoriju za analitično in tehnično kemijo. Leta 1908 je po služenju vojaškega roka in potovanji v tujino začel z znanstvenimi raziskavami. Lebedjevo glavno znanstveno področje je bilo posvečeno polimerizaciji, izomerizaciji in hidrogeniranju nenasičenih spojin. Bil je prvi kemik, ki je poučeval kinetiko in mehanizem termične polimerizacije dienskih ogljikovodikov ki spadajo v družino divilinov in alenov, odkril je pravilne pogoje za ločeno sintezo cikličnih dimerov cikloheksana in polimerov, prav tako je odkril tudi, kako je polimerizacija odvisna od strukture primarnih ogljikovodikov. Njegova knjiga Raziskave polimerizacije bietilenskih ogljikovodikov (1913) je postala biblija za študije sintetičnega kavčuka. Preučeval je polimerizacijo etilenskih monomerov, kar je vodilo do sodobnih industrijskih metod za proizvodnjo butil sintetičnega kavčuka in poli-izobutilena. Med letoma 1926 in 1928 je razvil enostopenjsko metodo za proizvodnjo butadiena iz etanola. Leta 1928 je razvil industrijsko metodo za proizvodnjo sintetičnega kavčuka na osnovi polimerizacije butadiena z uporabo kovinskega natrija kot katalizatorja. Ta metoda je postala osnova za sovjetsko industrijo sintetičnega kavčuka. Prve tri tovarne sintetičnega kavčuka so začele delovati v letih 1932–33. Za proizvodnjo butadiena so kot surovino uporabljali žitni ali krompirjev etanol. Med drugo svetovno vojno je Lebedjev postopek pridobivanja butadiena iz etilnega alkohola uporabljala tudi nemška gumarska industrija. Drug pomemben prispevek Lebedjeva je bil študij kinetike hidrogeniranja etilenskih ogljikovodikov in razvoj številnih sintetičnih motornih olj za letalske motorje.

## Raziskovanja
1. Sinteza divinila iz etilnega alkohola: ta poskus je temeljil na dehidraciji alkohola. Ta način je bil osnova za industrijsko proizvodnjo sintetičnega kavčuka v Sovjetski zvezi. Za to odkritje je bil leta 1931 odlikovan z Leninovim redom, za izjemne zasluge pri reševanju problema pridobivanja sintetične gume.
2. Proučevanje zgradbe sintetičnega kavčuka: bil je eden izmed prvih, ki je s pomočjo metode ozoniranja uspel preučiti zgradbo divinilnega termopolimera in s tem ugotovil, da makromolekule termopolimerov vsebujejo zrno, ki je po videzu zelo podobno zrnu naravnega kavčuka. Določil je tudi produkte, ki nastanejo pri razgradnji navadne gume.
3. Področje kemije in nafte: s pomočjo pirolize nafte je postavil temeljna načela za proizvodnjo toluena. Posvečal se je tudi preučevanju reakcije katalitskega hidrogeniranja nenasičenih ogljikovodikov.

## Odlikovanja
Leta 1931 je bil Lebedjev odlikovan z redom Lenina za svoje delo na sintetičnem kavčuku
Leta 1932 je postal redni član Sovjetske akademije znanosti.
Leta 1945 se je Nacionalni inštitut za sintetični kavčuk imenoval "Lebedjev inštitut".